# Hrabstwo Neshoba
Hrabstwo Neshoba (ang. Neshoba County) – hrabstwo w stanie Missisipi w Stanach Zjednoczonych. Obszar całkowity hrabstwa obejmuje powierzchnię 571,64 mil² (1480,54 km²). Według szacunków United States Census Bureau w roku 2009 miało 30 302 mieszkańców.
Hrabstwo powstało w 1833 roku.

## Miejscowości
- Philadelphia
- Union

## CDP

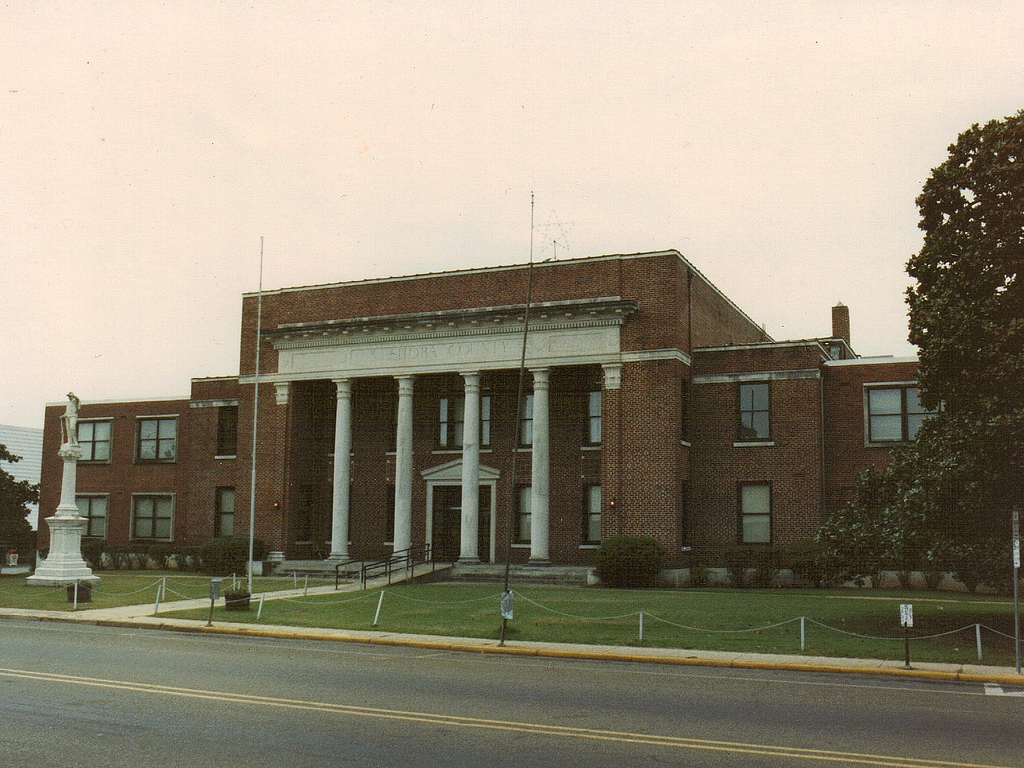
Budynek administracji (courthouse) w Philadelphii

- Pearl River
- Tucker[4]

| Populacja hrabstwa w poprzednich latach | Populacja hrabstwa w poprzednich latach |
| Rok                                     | Liczba ludności                         |
| --------------------------------------- | --------------------------------------- |
| 1980                                    | 23 742                                  |
| 1990                                    | 24 800                                  |
| 2000                                    | 28 684                                  |
| 2005                                    | 29 905                                  |